# Au ケータイクーポン
au ケータイクーポンは、KDDIによってEZ FeliCa対応端末向けに提供されているサービス。モバイルクーポン等のお得な情報を受け取れる。

## 概要
au携帯電話のおサイフケータイ「EZ FeliCa」の中のサービスの1つで、読み取り機にかざすとクーポンが受け取れる。クーポンは対応機種からのダウンロードによっても取得できる。アプリのダウンロードは必要ない。
取得したクーポンは専用のフォルダに保存され、クーポンを掲示すると割引等が受けられる。また、対応機種同士であればクーポンをメール・メモリーカード・赤外線通信でやり取りすることも可能である。
NTTドコモでも同種のサービストルカを提供している。

## 対応機種
W51Pを除く、2007年以降に発売されたEZ FeliCa対応CDMA 1X WIN端末

## クーポン提供企業
- 朝日製作所
- ぐるなび
- 日本航空インターナショナル
- ビックカメラ(対応予定)
- ヨドバシカメラ